# Nannocyrtopogon cerussatus
Nannocyrtopogon cerussatus är en tvåvingeart som först beskrevs av Osten Sacken 1877.  Nannocyrtopogon cerussatus ingår i släktet Nannocyrtopogon och familjen rovflugor.
Artens utbredningsområde är Kalifornien. Inga underarter finns listade i Catalogue of Life.